# Albert Figel
Albert Figel (* 15. Juni 1889 in München; † 29. Dezember 1954 in Burghausen) war ein Maler vornehmlich sakraler Motive.

## Leben
Albert Figel wurde 1889 in München geboren. Er absolvierte dort eine Ausbildung als Glasmaler in der Hofglasmalerei von Franz Xaver Zettler. Während seiner Münchner Zeit schuf er unter anderem das später im Krieg zertrümmerte Christophorus-Fenster in der Frauenkirche. Nach der Zerstörung seiner Wohnung und seines Ateliers 1943 siedelte Figel nach Burghausen um. Dort gründete er, um seine Bilder zu vertreiben einen Postkarten- und Bildblätter-Verlag. Mit diesem war er jedoch nicht auf Dauer erfolgreich. Figel war eines der Gründungsmitglieder der Burghauser Künstlergruppe Die Burg. Obwohl er aufgrund einer Augenkrankheit einseitig erblindete, war er bis zu seinem Tod 1954 als Maler tätig. Sein Grabstein auf dem Burghauser Friedhof wurde von ihm selbst entworfen.
In Zeiten des Antimodernismus fügte sich Figel als traditioneller Meister gut in das von der katholischen Kirche gewünschte Kunstkonzept. Von einigen Porträts abgesehen, mit denen er vornehmlich in seinen letzten Lebensjahren Geld verdiente, widmete sich Figel ausschließlich religiöser Kunst. Er erstellte Altarbilder, Fresken, Glasfenster, Kreuzwegstationen, Andachtsbilder, Kommunionandenken und Illustrationen für Gebetbücher.

## Werke (Auswahl)

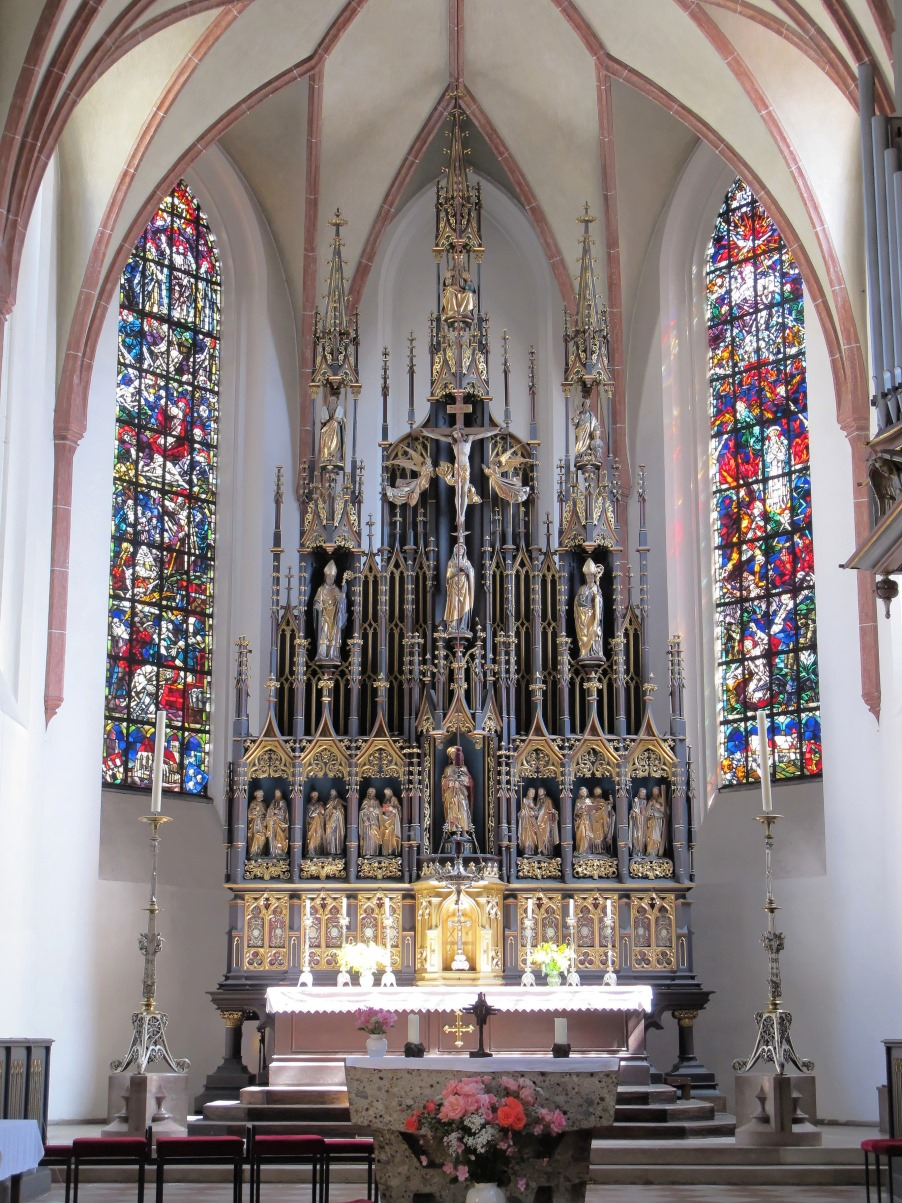
Chor von St. Jakob in Burghausen mit Figel-Fenstern

- Altarbild in St. Nikolaus in Argelsried
- Christophorus-Fenster, Frauenkirche in München
- Chorfenster St. Jakob, Burghausen
- Gemälde der Seitenaltäre, Zur Unbefleckten Empfängnis Mariens in Hundszell
- Seitenaltarbild, St. Gereon in Nackenheim
- Glasfenster, St. Konrad in Altötting
- Glasfenster St.-Martins-Spital in München
- Glasfenster Marienkirche in Bad Mergentheim
- Fresken in St. Albert (Freimann) in München
- Fresken der Kreuzwegstationen in St. Pius in München
- Wandmalereien in St. Wolfgang in Augsburg-Spickel
- 2 Kriegsgedächtnisfenster am St.-Nikolaus-Münster zu Uberlingen mit der Glasmalerfirma F. X. Zettler (München): 
  - Mobilmachung  und  Verwundung
  - Wegzehrung  u.  Gebet  der  Hinterbliebenen